# Jemníky
Jemníky (Duits: Gemnick of Jemnik) is een Tsjechische gemeente in de regio Midden-Bohemen en maakt deel uit van het district Kladno.
Jemníky telt 287 inwoners (2023).

## Geografie
Nabĳ het dorp stroomt de Knovízskýbeek.

## Etymologie
De naam Jemníky is waarschijnlijk afgeleid van het bijvoeglijk naamwoord jamný, wat volgens taalkundige Antonín Profous verwees naar inwoners die zich bezighielden met het graven van kuilen voor het vangen van wild.

## Geschiedenis
De eerste schriftelijke vermelding van het dorp (Gemniceh, d.w.z. in Jemnice) dateert van 1227, toen het Sint-Georgklooster in Praag hier twee landhuizen bezat.
Sinds 1960 is Jemníky een zelfstandige gemeente binnen het district Kladno.

## Verkeer en vervoer

### Autowegen
Er leiden diverse regionale wegen naar het dorp. Snelweg D7 van Praag naar Chomutov doorkruist het dorp.

### Spoorlĳnen
Er is anno 2023 geen spoorlĳn of station in het dorp. Het dichtstbĳzĳnde station is Podlešín, op 3 km afstand. Dat station ligt aan spoorlĳn 110 Kralupy nad Vltavou - Slaný - Louny.
Vanaf de opening in 1886 had Jemníky een spoorweghalte aan spoorlijn 11b Kladno - Dubí - Zvoleněves. In 1982 werd de spoorlĳn, en daarmee ook de halte, gesloten.

### Buslĳnen
Er zĳn drie bushaltes in en rond het dorp:
| Halte                | Lĳn(en)                                                     | Vervoerder(s)                                          |
| -------------------- | ----------------------------------------------------------- | ------------------------------------------------------ |
| Jemníky              | 342 Slaný - Nádraží 612 Velvary - Kladno                    | Praags Geïntegreerd Vervoer ČSAD MHD Kladno            |
| Jemníky, křiž.Knovíz | 342 Slaný - Nádraží 388 Slaný - Nádraží 389 Louny - Nádraží | Praags Geïntegreerd Vervoer ČSAD Slaný ČSAD Česká Lípa |
| Jemníky, na Mašině   | 456 Slaný - Libčice                                         | LAMER in opdracht van Praags Geïntegreerd Vervoer      |

## Bezienswaardigheden
- Kapel in het dorpscentrum;
- Vermeende menhir, een steen op de heuvel ten noorden van de weg naar Netovice.

## Galerĳ

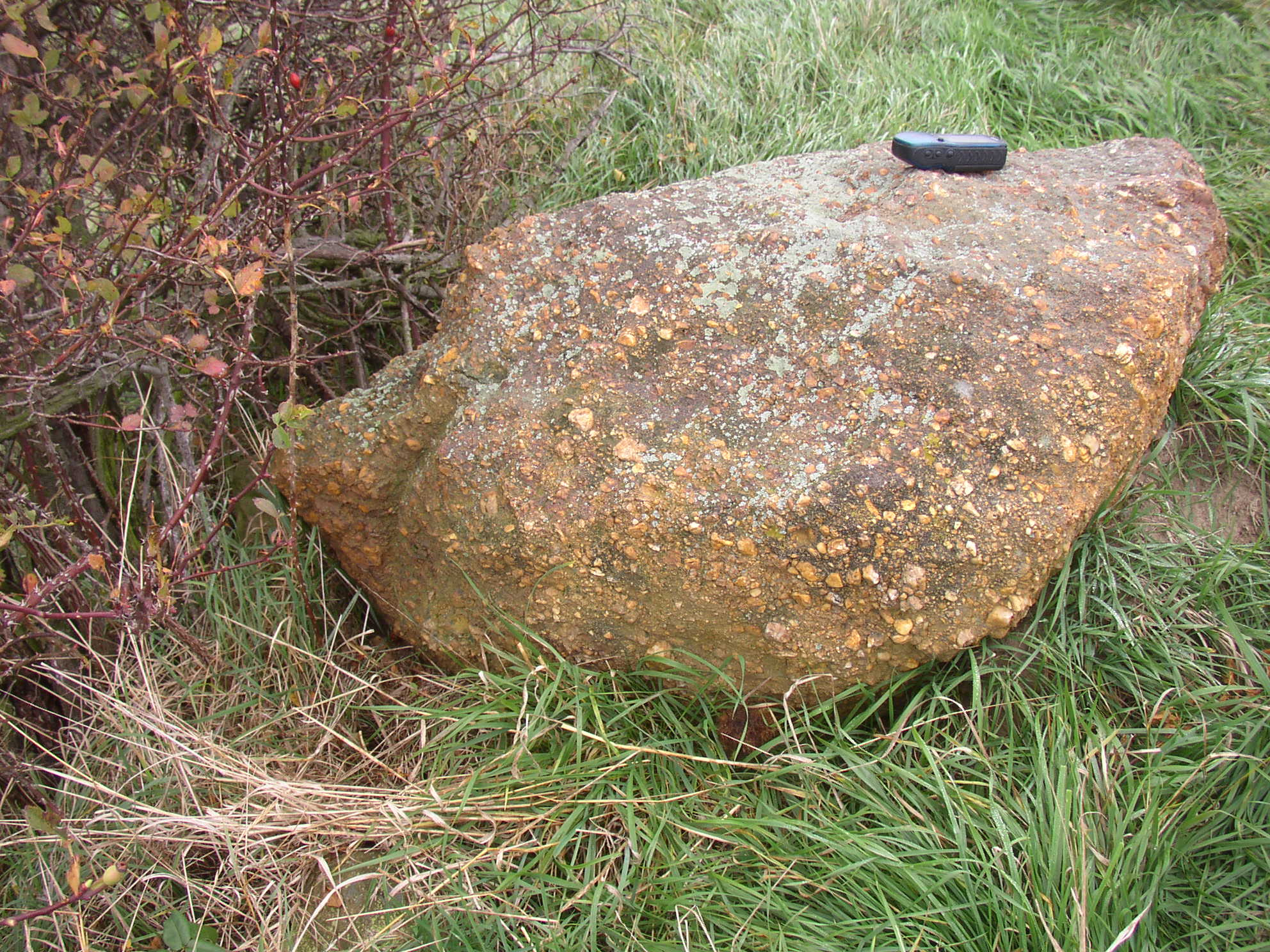
Vermeende menhir ten noorden van de weg naar Netovice
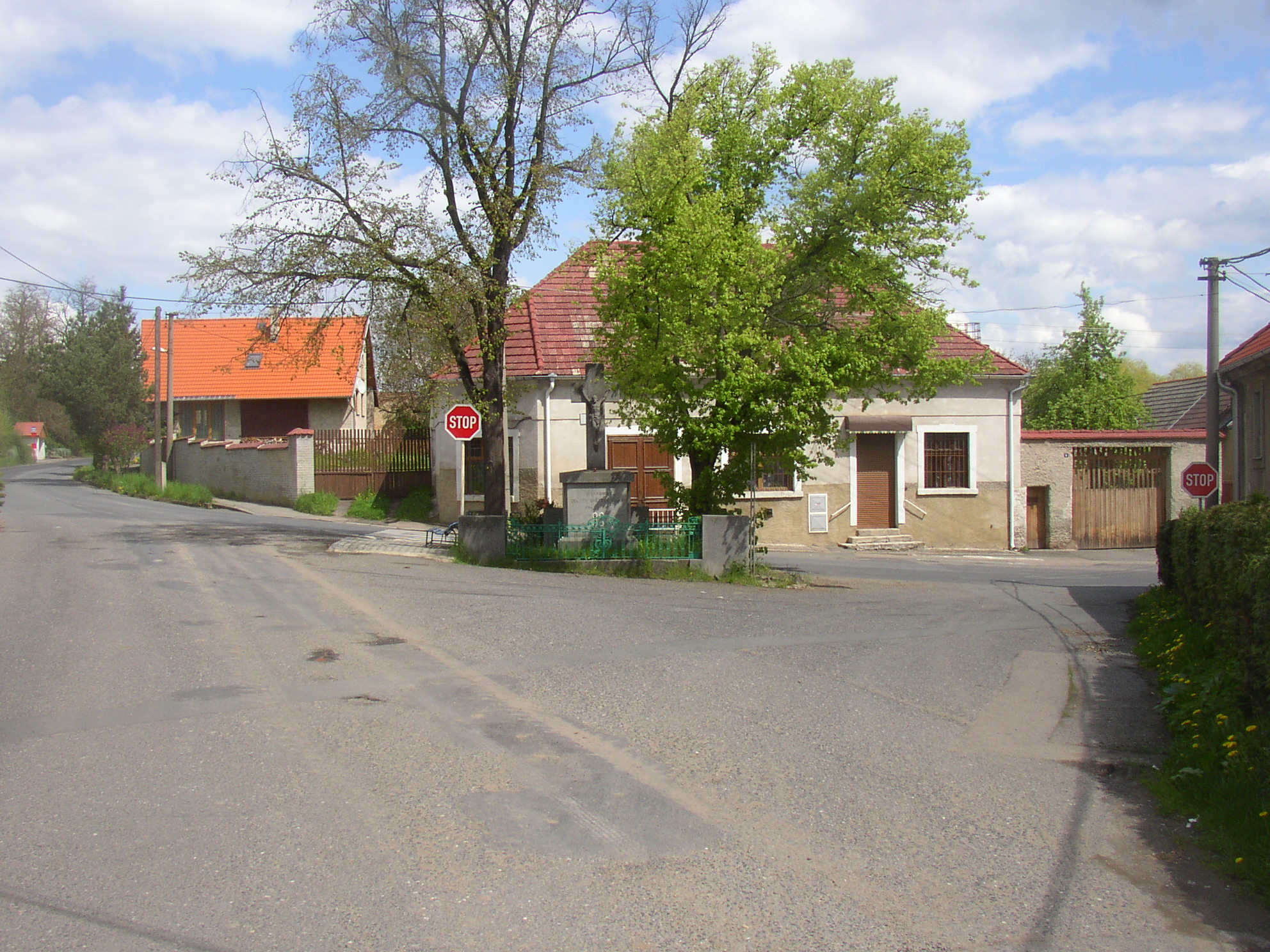
Keerpunt bĳ het WO2-monument
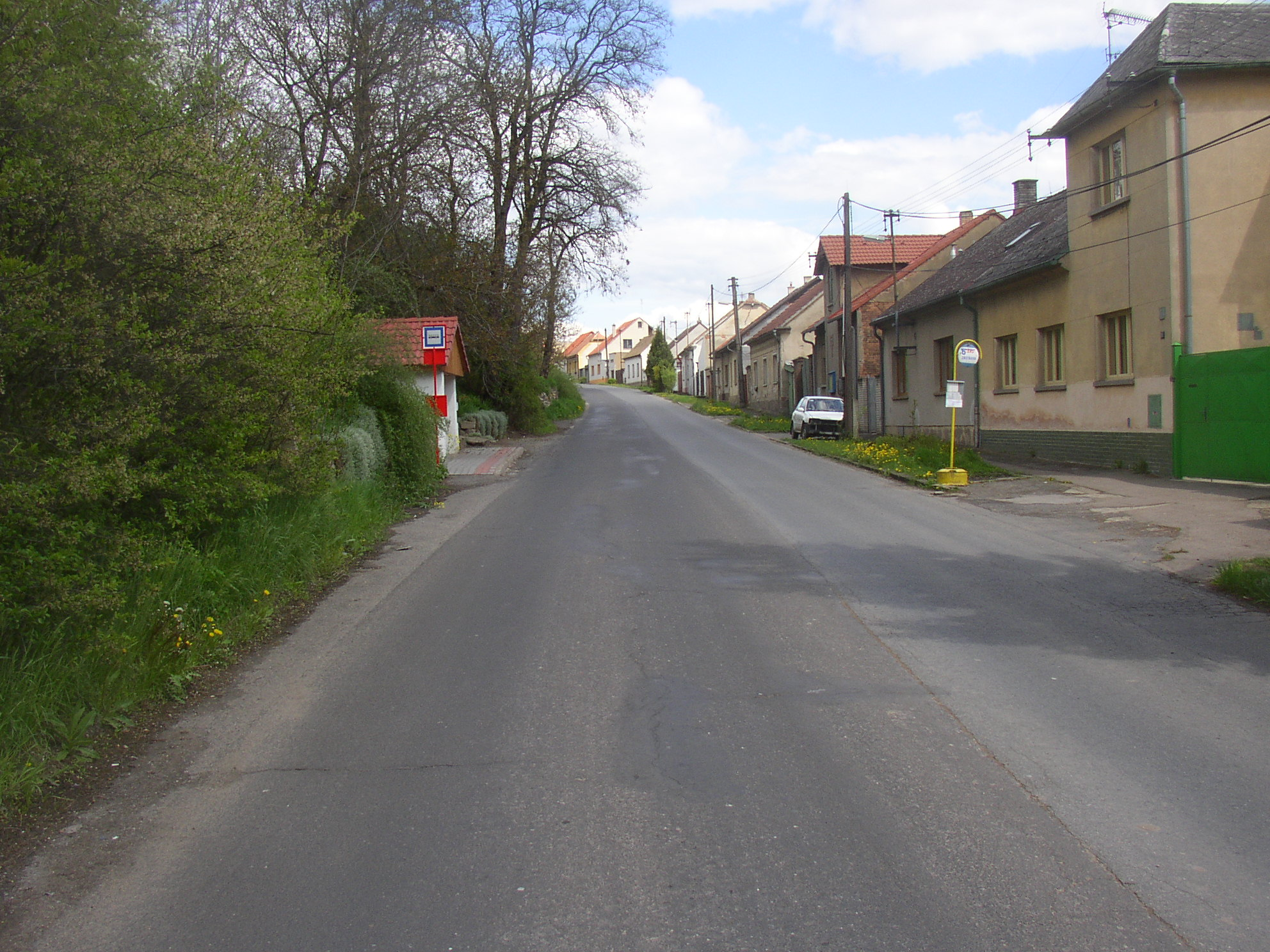
Bushalte Jemnícky in het dorp
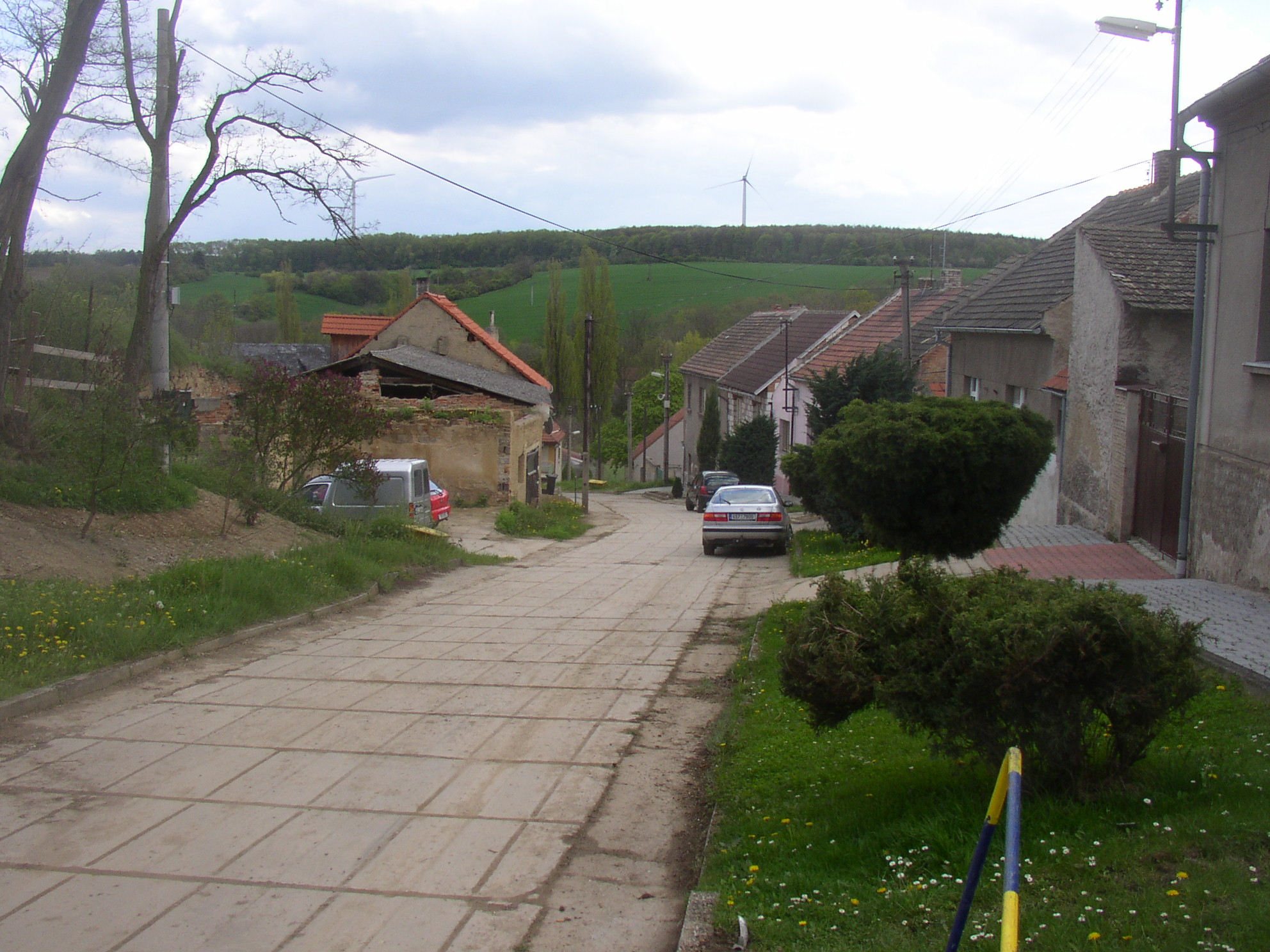
Heuvelweg naar Netovice
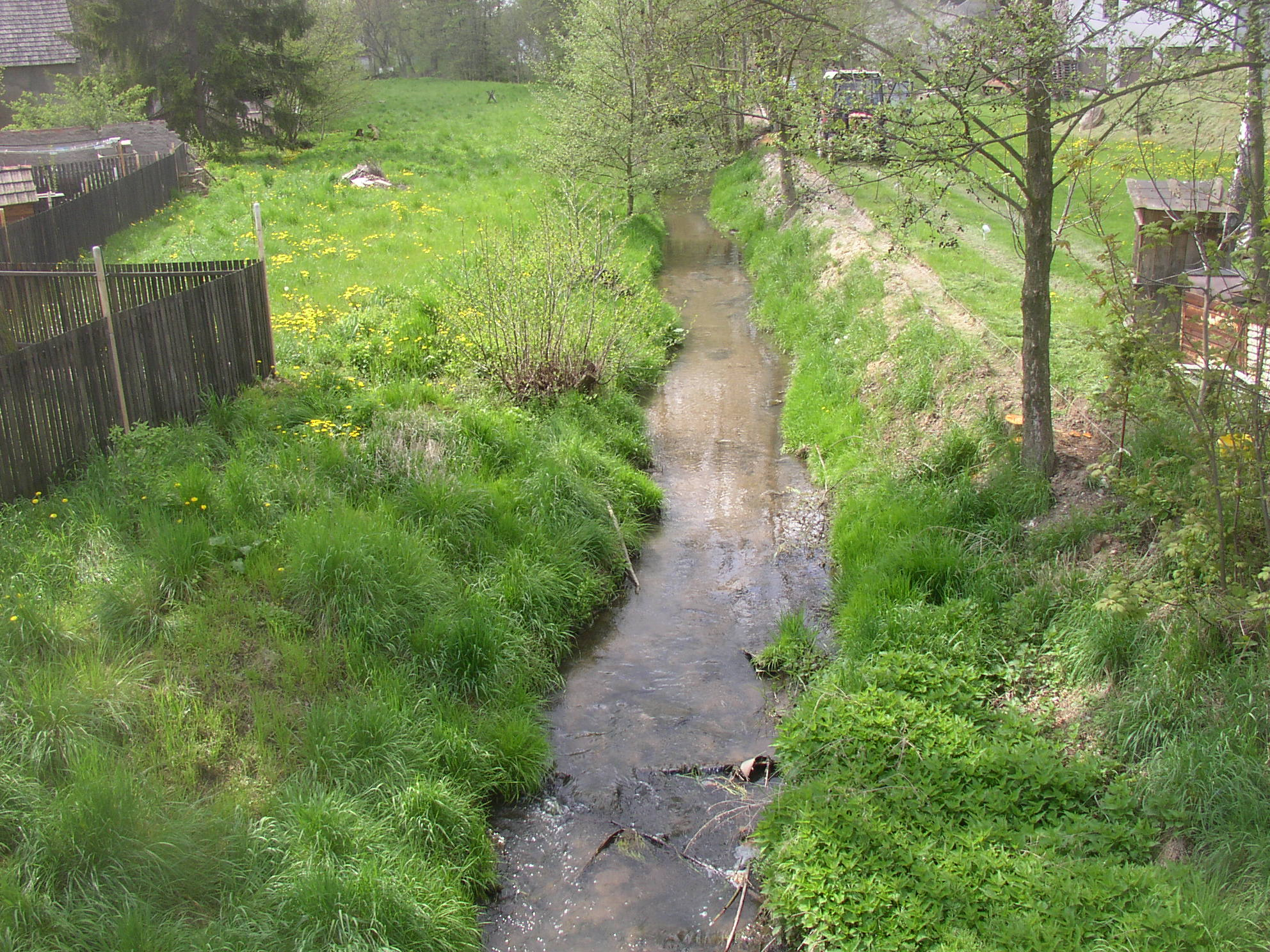
Knovízskýbeek nabĳ het dorp